# Petru Burcă
Petru Burcă (n. 29 mai 1950) este un fost deputat român în legislatura 1990-1992 și în legislatura 1992-1996, ales în județul Mureș pe listele partidului PUNR. Petru Burcă a devenit deputat independent din martie 1993. Ìn legislatura 1990-1992, Petru Burcă a fost membru în grupurile parlamentare de prietenie cu Ungaria, Coreea, Belgia, și Republica Federală Germania.   